# Mari Cruz Soriano
María de la Cruz Soriano Roales (Portugalete, Vizcaya, 23 de agosto de 1955) es una periodista, pianista, empresaria, presentadora de televisión y locutora de radio española.

## Biografía
Los primeros años de su infancia discurrieron en la localidad navarra de Lesaca. Inició sus estudios en el Colegio de Santa Ana y posteriormente en las Jesuitinas de Bilbao en el que estuvo de los ocho a los dieciséis años.
Con tan solo diecisiete años, comenzó a trabajar como locutora de radio en Radio Popular de Bilbao. De ahí pasó, en 1973, al Centro Territorial de TVE (Telenorte) donde le encomendaron la presentación de los informativos. La fama a nivel nacional le llegó muy joven cuando, en 1977, Maruja Callaved, la eligió para sustituir a Isabel Tenaille en el programa magacín de entrevistas en directo que ella dirigía, llamado Gente hoy. En este trabajo, Mari Cruz Soriano permaneció hasta 1981. Entre los premios que recibió por su labor al frente del programa puede citarse el TP de Oro (1979) a la mejor presentadora. 
Fue la encargada de presentar, junto a Miguel de los Santos, el Festival OTI de la Canción de 1977, certamen de televisión emitido en directo para los países de lengua hispana que congregó a más de 300 millones de telespectadores. También presentó desde La Haya el Festival de Eurovisión de 1980, año en el que España fue representada por el trío donostiarra Trigo Limpio.  Ese mismo año, TVE le otorgó la conducción del programa especial de fin de año. Y en 1981, condujo el Festival de la Canción de Benidorm. Pero el festival de televisión más multitudinario que Mari Cruz Soriano llegaría a presentar sería el del día de Hispanidad, retransmitido en directo desde el Madison Square Garden de Nueva York, y dirigido a una audiencia potencial de 500 millones de telespectadores. 
Su disco Caja de Música (Hispavox, 1979), interpretado al piano, alcanzó los primeros puestos de ventas de países tan dispares como Argentina o la antigua Checoslovaquia. Dos interpretaciones al piano de Mari Cruz Soriano, A mis pocos años y Canción para mi tristeza, fueron los temas instrumentales de una famosa telenovela argentina de los años ochenta, Señorita Andrea, protagonizada por la popular actriz Andrea del Boca.
Más adelante, se le ofreció la presentación de un programa musical nocturno de televisión llamado Blanco y negro (1981), en el que tuvo ocasión de mostrar sus dotes de pianista. A este espacio le siguió otro llamado Así como suena (1982).
En los años siguientes se dedicó al desarrollo de actividades empresariales sin proyección pública como la promoción de cruceros de empresa hasta que en 1996, tras el fallecimiento de la locutora Encarna Sánchez, fue contratada por la emisora de radio COPE para conducir el programa La tarde de Cope al frente del cual permaneció hasta el año 1998. En una entrevista en este programa conoció al político Juan Alberto Belloch, ex biministro de Interior y Justicia, y futuro alcalde de Zaragoza, con quien terminaría casándose el 19 de diciembre de 2002 para retirarse de nuevo de la vida pública. Este retiro público se interrumpió el sábado 14 de abril de 2012, cuando reapareció en una entrevista televisiva.
Tras su paso por La Tarde centraría su ocupación en el mundo empresarial en el que durante 25 años ha trabajado con empresas de España y Francia como El Corte Inglés, L'Oréal, así como institucional (comunidades autónomas, Ministerio de Medio Ambiente). Especialmente intensa ha resultado su actividad profesional en el campo de la exportación mediante la promoción de productos agroalimentarios españoles en el Reino Unido y Alemania.
En 2018 regresa a televisión para presentar el programa de entrevistas Gigantes de La 2, en TVE.

## Popularidad
La fama le llega a los 22 años, cuando sustituye a Isabel Tenaille, en “Gente hoy”, un programa de entrevistas, por el que recibió el TP de Oro a la Mejor Presentadora. La chica del piano se granjeó su trayectoria discográfica por sus apariciones dominicales en 625 líneas, donde había demostrado así su versatilidad que le llevó a ser un éxito de ventas con versiones pianísticas. Caja de música se llamaba aquel disco Fue tal su índice de popularidad, durante los años 70 y principios de los 80, que hasta la mítica banda de música rock gallega Siniestro Total, fundada en 1981, adoptó su nombre en sus orígenes: Mari Cruz Soriano y los que afinan su piano.

## Vida personal
En 1978 contrajo matrimonio con José Luis Tirado Doñate, hombre vinculado a la banca, con quien tuvo dos hijas. Años más tarde la pareja se separó. En 2002 se casó en segundas nupcias con el político Juan Alberto Belloch.
En 2017 fue condenada a 18 meses de cárcel pendiente de recurso por la construcción de un chalé en suelo no urbanizable en la provincia de Tarragona.